# Gerhard de Jonge
Gerhard de Jonge (* 22. Juni 1875 in Emden; † 1. Mai 1945 in Brandenburg an der Havel) war ein deutscher Eisenbahn-Bauingenieur und Baubeamter sowie Hochschullehrer und zeitweise Rektor an der Technischen Hochschule Danzig.

## Leben und Werk
Gerhard de Jonge kam am 22. Juni 1875 als zweiter Sohn des Malermeisters Johannes de Jonge und seiner Ehefrau Hilkea geb. Tooren in Emden zur Welt. Er besuchte das Gymnasium in Emden und studierte Maschinenbau an der Technischen Hochschule Charlottenburg. Während seines Studiums wurde er Mitglied im Akademischen Verein Motiv.
Gerhard de Jonge war zunächst als Regierungsbauführer (Referendar) in Berlin tätig. Im März 1901 erhielt er als Regierungsbauführer im Schinkelwettbewerb vom Architekten-Verein zu Berlin die Vereins-Ehrengabe für eine Aufgabe im Eisenbahnbau, zu der 14 Entwürfe eingereicht wurden. Die Aufgabenstellung war eine Verbindung zwischen der Rhein-Nahe-Bahn und der rechtsrheinischen Bahn. Im Juni 1901 wurde er zum Regierungsbaumeister (Assessor) ernannt. 1906 wurde er zum Kaiserlichen Eisenbahnbau- und Betriebsinspektor bei der Verwaltung der Reichseisenbahn in Elsaß-Lothringen ernannt. Er war als Regierungsbaumeister in Straßburg im Elsass tätig, dann als Vorsteher der Eisenbahnbetriebsämter in Saargemünd und Mülhausen im Elsass, ab 1913 arbeitete er im Rang eines Kaiserlichen Baurats. Vom Dezember 1914 bis zu seinem Tod war er ordentlicher Professor an der Technischen Hochschule Danzig (auf dem Lehrstuhl für Eisenbahnbau – Spezialgebiet Eisenbahnbau und -betrieb). Während des Ersten Weltkriegs wurde er nebenamtlicher Dezernent für Eisenbahnsicherungswesen bei der Eisenbahndirektion Danzig. Vom 1. Juli 1923 bis zum 30. Juni 1924 war er Rektor der Technischen Hochschule Danzig. Er unterzeichnete im November 1933 das Bekenntnis der Professoren an den deutschen Universitäten und Hochschulen zu Adolf Hitler.
Gerhard de Jonge starb am 1. Mai 1945 in Brandenburg an der Havel.